# Blénod-lès-Pont-à-Mousson
Blénod-lès-Pont-à-Mousson é uma comuna francesa na região administrativa de Grande Leste, no departamento de Meurthe-et-Moselle. Estende-se por uma área de 9,58 km². Em 2010 a comuna tinha 4 644 habitantes (densidade: 484,8 hab./km²).